# PlayStation (consolă)

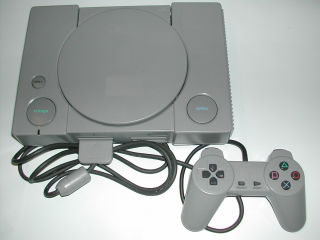
Un model PlayStation

PlayStation (numele de cod PSX, abreviat ca PS și mai târziu PS1/PS one) este o consolă de jocuri pe 32 biți, lansată de Sony Computer Entertainment în Japonia în anul 1994. A fost prima consolă de jocuri al lui Sony, și s-a dovedit un succes extraordinar, cu peste 100 000 000 de console distribuite. Chiar dacă sistemul a fost urmat de PlayStation 2 în 2000, producția a continuat pană în 2006, atunci când a apărut PlayStation 3, urmat în 2013 de PlayStation 4, iar în 2020 de către PlayStation 5.

## Console din seria PlayStation
PlayStation 1
- PS One
- PSX

PlayStation 2
- PS2 (Slim)

PlayStation 3
- PS3 (Slim)
- PS3 (Ultra-Slim)

PlayStation Portable
- PSP 1000 (Phat)
- PSP 2000 (Slim)
- PSP 3000 (Slim și Lite)
- PSP n1000 (Go)
- PSP e1004 (Street)

PlayStation Vita
- PSV (Slim)

PlayStation 4
- PS4 (Slim)
- PS4 (Pro)

PlayStation VR
PlayStation 5
- PS5 (Slim)
- PS5 (Pro)

## Jocuri
În total, PlayStation a găzduit mii de jocuri, câteva dintre cele mai cunoscute fiind seriile Tomb Raider, Final Fantasy, Resident Evil, Tekken, Wipeout, Gran Turismo, Crash Bandicoot, Spyro The Dragon, Parasite Eve, Silent Hill, The Last of Us, FIFA, Need for Speed, Uncharted, Until Dawn, Grand Theft Auto, Dark Souls, For Honor, Battlefield, Metal Gear Solid, Mortal Kombat, Mega Man, Castlevania, God of War, Call of Duty, Street Fighter, Spider Man și Pac Man.